# NGC 2836
NGC 2836 este o galaxie spirală situată în constelația Carena. A fost descoperită în 29 ianuarie 1835 de către John Herschel.